# Michael Roberds
Michael Roberds (Vancouver, 18 gennaio 1964 – Langley, 15 maggio 2016) è stato un attore canadese.
Viene ricordato soprattutto per il ruolo di Zio Fester ne La nuova famiglia Addams.
È morto per un sospetto attacco cardiaco il 15 maggio 2016

## Filmografia

### Cinema
- Ultimate Desires, regia di Lloyd A. Simandl (1991)
- Ernest Goes to School, regia di Coke Sams (1994)
- Un tipo imprevedibile (Happy Gilmore), regia di Dennis Dugan (1996) (non accreditato)
- How to Kill Your Neighbor's Dog, regia di Michael Kalesniko (2000)
- Assatanata (Saving Silverman), regia di Dennis Dugan (2001)
- L.A.P.D. Linea Spezzata (L.A.P.D.: To Protect and to Serve), regia di Ed Anders (2001)
- The Shipment - Un carico che scotta (The Shipment), regia di Alex Wright (2001)
- The Stickup - Il colpo perfetto (The Stickup), regia di Rowdy Herrington (2002)
- Tutto quello che voglio (All I Want), regia di Jeffrey Porter (2002)
- Elf - Un elfo di nome Buddy (Elf), regia di Jon Favreau (2003)
- Connie e Carla (Connie and Carla), regia di Michael Lembeck (2004)
- Bob - Un Maggiordomo tutto fare (Bob the Butler), regia di Gary Sinyor (2005)
- InConvenience, regia di John Penhall – cortometraggio (2005)
- Civic Duty, regia di Jeff Renfroe (2006)
- Blonde and Blonder, regia di Dean Hamilton e Bob Clark (2007)
- La città del Natale (Christmas Town), regia di George Erschbamer (2008)
- Un tuffo nel passato (Hot Tub Time Machine), regia di Steve Pink (2010)
- Dia De Los Muertos, regia di Gigi Saul Guerrero – cortometraggio (2013)
- Mop King, regia di Ace Dixon (2013)
- Dude, Where's  My Ferret?, regia di Alison Parker – cortometraggio (2015)
- Windfall, regia di Rick Tae – cortometraggio (2016)

### Televisione
- Il commissario Scali (The Commish) – serie TV, episodio 1x09 (1991)
- Insieme verso la notte (Roommates), regia di Alan Metzger – film TV (1994)
- Madison – serie TV, episodio 2x11 (1994)
- University Hospital – serie TV, episodio 1x03 (1995)
- Rivali in amore (Beauty's Revenge), regia di William A. Graham – film TV (1995)
- Disposta a tutto (The Surrogate), regia di Jan Egleson e Raymond Hartung – film TV (1995) (non accreditato)
- Maledetta fortuna (Strange Luck) – serie TV, episodio 1x10 (1995)
- Doctor Who, regia di Geoffrey Sax - film TV (1996) (non accreditato)
- Two – serie TV, episodio 1x11 (1996)
- Le avventure di Shirley Holmes (The Adventures of Shirley Holmes) – serie TV, episodio 1x12 (1997)
- Millennium – serie TV, episodio 2x02 (1997)
- Super Dave's All Stars – serie TV, episodio 1x01 (1997)
- Ragazzo padre (Unwed Father), regia di Michael Switzer – film TV (1997)
- Scuola di polizia (Police Academy: The Series) – serie TV, episodi 1x01-1x06-1x19 (1997-1998)
- Dead Man's Gun – serie TV, episodio 1x15 (1998)
- La nuova famiglia Addams (The New Addams Family) – serie TV, 65 episodi (1998-1999)
- Nothing Too Good for a Cowboy – serie TV, episodio 2x13 (2000)
- Tesoro, mi si sono ristretti i ragazzi (Honey, I Shrunk the Kids: The TV Show) – serie TV, episodio 3x18 (2000)
- Ispettore Hughes: furto d'identità (The Inspectors 2: A Shred of Evidence), regia di Brad Turner – film TV (2000)
- Ratz, regia di Thom Eberhardt – film TV (2000)
- Hollywood Off-Ramp – serie TV, episodio 1x07 (2000)
- Special Delivery, regia di Mark Jean – film TV (2000)
- Call of the Wild – serie TV, episodio 1x12 (2000)
- Off Season, regia di Bruce Davison – film TV (2001)
- Oh, Baby, regia di Harvey Frost – film TV (2001)
- Cold Squal - Squadra casi archiviati (Cold Squad) – serie TV, episodi 4x12-5x12 (2001-2002)
- Da Vinci's Inquest – serie TV, episodi 4x01-6x03 (2001-2003)
- Impromptu: The Audition, regia di James Taylor – film TV (2003)
- Jake 2.0 – serie TV, episodio 1x05 (2003)
- Commander's Log, regia di Jon-Michael Preece – film TV (2004)
- The Dead Zone – serie TV, episodio 3x05 (2004)
- Happyland, regia di Mark Lawrence – film TV (2004)
- Dead Like Me – serie TV, episodio 2x02 (2004)
- The Collector – serie TV, episodio 2x06 (2005)
- Tru Calling – serie TV, episodio 2x03 (2005)
- Da Vinci's City Hall – serie TV, 6 episodi (2005-2006)
- Robson Arms – serie TV, 5 episodi (2005-2007)
- Psych – serie TV, episodio 1x01 (2006)
- Alice, I Think – serie TV, episodio 1x11 (2006)
- Intelligence – serie TV, episodio 1x01 (2006)
- Painkiller Jane – serie TV, episodio 1x09 (2007)
- Supernatural – serie TV, episodio 4x06 (2008)
- Un ospite a sorpresa (The Most Wonderful Time of the Year), regia di Michael M. Scott – film TV (2008)
- Time after Time, regia di Gary Harvey – film TV (2011)
- The Killing – serie TV, episodio 1x06 (2011)
- Cera una volta (Once Upon a Time) – serie TV, episodio 1x19 (2012)
- Alla ricerca di mamma Natale (Finding Mrs. Claus), regia di Mark Jean – film TV (2012)
- One Foot in Hell, regia di Paul St. Amand – film TV (2013)
- Scambio fatale (Fatal Performance), regia di George Erschbamer – film TV (2013)
- Professor Young (Mr. Young) – serie TV, episodio 3x09 (2013)
- Bed & Breakfast with Love (All of My Heart), regia di George Erschbamer – film TV (2015)
- Un'azienda per gioco (Some Assembly Required) – serie TV, episodio 2x07 (2015)
- Adventures in Babysitting, regia di John Schultz – film TV (2016)

## Doppiatori italiani
Nelle versioni in italiano delle opere in cui ha recitato, Michael Roberds è stato doppiato da:
- Massimo Milazzo in L.A.P.D. - Linea spezzata
- Roberto Stocchi in Supernatural
- Emidio La Vella in The Killing
- Stefano Alessandroni in C'era una volta